# Euploea nox
Euploea nox är en fjärilsart som beskrevs av Butler 1866. Euploea nox ingår i släktet Euploea och familjen praktfjärilar. Inga underarter finns listade i Catalogue of Life.